# Krzysztof Krauze
Krzysztof Krauze  (sinh ngày 2 tháng 4 năm 1953 – mất ngày 24 tháng 12 năm 2014) là một đạo diễn điện ảnh, đạo diễn hình ảnh và diễn viên người Ba Lan. Ông nổi tiếng nhất với vai diễn trong phim The Debt (1999).

## Tiểu sử
Krzysztof Krauze sinh tại Warsaw và hoàn thành chuyên ngành đạo diễn hình ảnh tại Trường Điện ảnh Quốc gia ở Łódź trong thập niên 1970. Ông từng rời Ba Lan vào năm 1980 nhưng đã trở lại vào năm 1983. Trong thập niên 1980 và đầu thập niên 1990, Krzysztof Krauze làm việc cho nhiều xưởng sản xuất phim khác nhau ở Ba Lan. Ông được tạp chí Ba Lan Życie vinh danh là "Người đàn ông của năm" vào năm 1977. Ngoài ra, ông còn tham gia diễn xuất trong nhiều phim điện ảnh của các đạo diễn người Ba Lan khác.
Krzysztof Krauze được chẩn đoán mắc bệnh ung thư tuyến tiền liệt vào năm 2006 và qua đời vào ngày 24 tháng 12 năm 2014, hưởng thọ 61 tuổi.

## Thành tích nghệ thuật
- 1976: Pierwsze kroki
- 1977: Symetrie
- 1978: Elementarz
- 1979: Dwa listy
- 1979: Deklinacja
- 1981: Praktyczne wskazówki dla zbieraczy motyli
- 1981: Dzień kobiet
- 1984: Jest
- 1984: Robactwo
- 1988: Nowy Jork, czwarta rano
- 1993: Nauka na całe życie
- 1994: Kontrwywiad
- 1994: Nauka trzech narodów
- 1994: Spadł, umarł, utonął
- 1994: Ogrody Tadeusza Reichsteina
- 1996: Departament IV
- 1996: Gry uliczne
- 1997: Fotoamator
- 1997: Stan zapalny
- 1999: Dług
- 2000: Wielkie rzeczy
- 2004: Mój Nikifor
- 2006: Plac Zbawiciela
- 2013: Papusza[4]